# Kuchino-shima

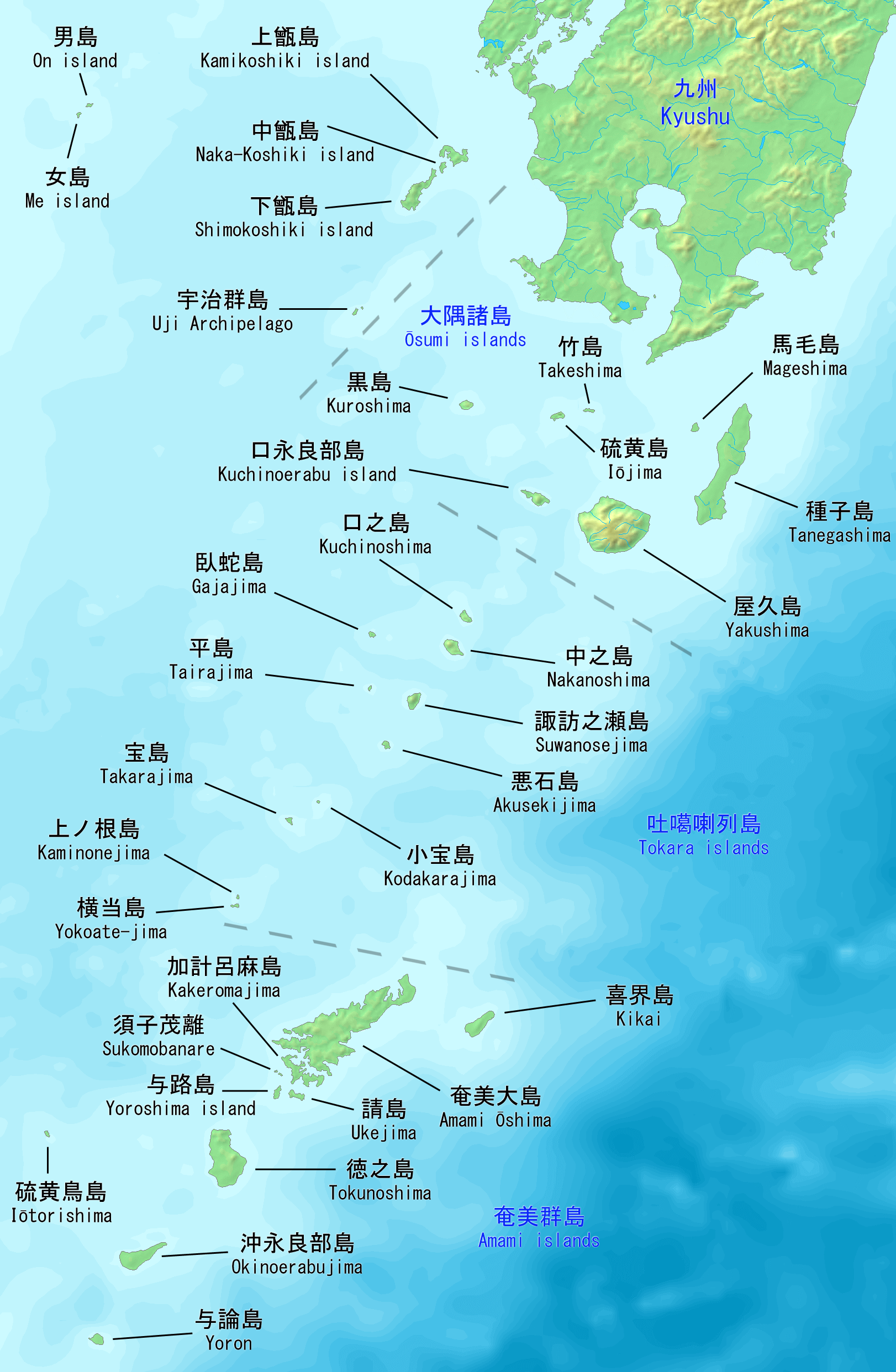
Lägeskarta, Tokaraöarna och Kuchino-shima i mitten

Kuchino-shima (japanska  (口之島 ?) Kuchino-shima, "Kuchinön") är en ö bland Tokaraöarna i nordvästra Stilla havet och tillhör Japan.

## Geografi
Kuchino-shima ligger cirka 10 kilometer nordöst om huvudön Nakano-shima och är den nordligaste ön i ögruppen. 
Ön är av vulkaniskt ursprung och har en areal om ca 13,3 km² med en längd på ca 7 km och ca 3 km bred. Klimatet är subtropiskt. Den högsta höjden är vulkanen Mae-dake på cirka 682 m ö.h. på öns östra del samt vulkanen Yoko-dake på ca 502 meter. 
Befolkningen uppgår till ca 160 invånare där de flesta bor i huvudorten Kuchinoshima och öns andra ort Nishinohama som båda ligger på öns norra del. Förvaltningsmässigt tillhör ön Toshima-mura  som är en del i Kagoshima prefekturen.
Ön kan bara nås med fartyg då den saknar flygplats, det finns regelbundna färjeförbindelse med staden Kagoshima på fastlandet. Restiden är ca 6 timmar.

## Historia
Det är osäkert när Tokaraöarna upptäcktes, de första dokumenterade omnämnandena finns i boken Nihonshoki från 720-talet.
Öarna utgjorde fram till 1624 en del i det oberoende kungadöme, Kungariket Ryukyu.
1609 invaderades Ryūkyūriket av den japanska Satsumaklanen under den dåvarande Daimyo som då kontrollerade större delen av södra Japan. Öarna införlivades i Satsumariket kring 1624.
1879 under Meijirestaurationen införlivades sedan Satsumariket i Japan, och öarna blev först del i länet Ōsumi no Kuni (Ōsumi provinsen) och senare del i Kagoshima prefekturen.
Under andra världskriget ockuperades området våren 1945 av USA som förvaltade öarna fram till 1953 då de återlämnades till Japan.